# Viking Sea
Die Viking Sea ist ein Kreuzfahrtschiff der Reederei Viking Ocean Cruises.

## Geschichte
Am 4. Dezember 2012 bestellte Viking Ocean Cruises zwei weitere Schiffe und optionierte zwei Schiffe bei der Werft Fincantieri. Unter den bestellten Schiffen befand sich auch die Viking Sea, die in der zweiten Jahreshälfte 2016 als Viking Sky in Dienst gestellt werden sollte. Der Bau begann am 12. September 2014 in Marghera, die Kiellegung erfolgte am 6. November 2014 in Ancona. Im Mai 2015 wurde allerdings bekannt gegeben, dass die Viking Sky als Viking Sea fertiggestellt werden soll, die Ablieferung der Viking Sky, die ursprünglich als Viking Sea in Fahrt kommen sollte, wurde auf 2017 verschoben. Am 25. Juni 2015 erfolgte das Aufschwimmen der Viking Sea. Am 24. März 2016 wurde die Viking Sea an Viking Ocean Cruises abgeliefert. Die Taufe fand am 5. Mai 2016 in London statt, Taufpatin ist Karine Hagen.

### Zwischenfall 2017
Anfang Januar 2017 erlitt die Viking Sea einen Maschinenschaden.